# 8455 Johnrayner
8455 Johnrayner este un asteroid din centura principală de asteroizi.

## Descriere
8455 Johnrayner este un asteroid din centura principală de asteroizi. A fost descoperit pe 6 martie 1981 la Siding Spring de Schelte J. Bus. Asteroidul prezintă o orbită caracterizată de o semiaxă mare de 2,64 ua, o excentricitate de 0,19 și o înclinație de 5,1° în raport cu ecliptica.